# 養成
| ウィキペディアには「養成」という見出しの百科事典記事はありません（タイトルに「養成」を含むページの一覧/「養成」で始まるページの一覧）。 代わりにウィクショナリーのページ「養成」が役に立つかもしれません。 |